# Тирличецвіті
Тирличецвіті (Gentianales) — ряд дводольних рослин підкласу айстериди. Порядок налічує 5 родин, приблизно 1121 рід і 20145 видів. Добре відомими представниками є кава, гарденія, тирлич, олеандр і барвінок. Природної флори України представлена видами із трьох родин: барвінкові (Apocynaceae), тирличеві (Gentianaceae) й маренові (Rubiaceae). 

## Класифікація
Схема родин порядку тирличецвіті на базі аналізу ДНК, у дужках зазначене поширення:
|  | Loganiaceae (Північна й Південна Америка, Африка, південна й південно-східна Азія, Австралія, Нова Зеландія)                                             |
|  | |
|  | \| \| Apocynaceae (майже по всьому світі, минаючи субарктику й холодно-помірні регіони) \| \| \| \| \| \| Gelsemiaceae (±пантропічна родина) \| \| \| \| |
|  | |
|  | Apocynaceae (майже по всьому світі, минаючи субарктику й холодно-помірні регіони)                                                                        |
|  | |
|  | Gelsemiaceae (±пантропічна родина) |
|  | |

|  | Apocynaceae (майже по всьому світі, минаючи субарктику й холодно-помірні регіони) |
|  |                                                                                   |
|  | Gelsemiaceae (±пантропічна родина)                                                |
|  |                                                                                   |

|  | Loganiaceae (Північна й Південна Америка, Африка, південна й південно-східна Азія, Австралія, Нова Зеландія)                                             |
|  | |
|  | \| \| Apocynaceae (майже по всьому світі, минаючи субарктику й холодно-помірні регіони) \| \| \| \| \| \| Gelsemiaceae (±пантропічна родина) \| \| \| \| |
|  | |
|  | Apocynaceae (майже по всьому світі, минаючи субарктику й холодно-помірні регіони)                                                                        |
|  | |
|  | Gelsemiaceae (±пантропічна родина) |
|  | |

|  | Apocynaceae (майже по всьому світі, минаючи субарктику й холодно-помірні регіони) |
|  |                                                                                   |
|  | Gelsemiaceae (±пантропічна родина)                                                |
|  |                                                                                   |

|  | Loganiaceae (Північна й Південна Америка, Африка, південна й південно-східна Азія, Австралія, Нова Зеландія)                                             |
|  | |
|  | \| \| Apocynaceae (майже по всьому світі, минаючи субарктику й холодно-помірні регіони) \| \| \| \| \| \| Gelsemiaceae (±пантропічна родина) \| \| \| \| |
|  | |
|  | Apocynaceae (майже по всьому світі, минаючи субарктику й холодно-помірні регіони)                                                                        |
|  | |
|  | Gelsemiaceae (±пантропічна родина) |
|  | |

|  | Apocynaceae (майже по всьому світі, минаючи субарктику й холодно-помірні регіони) |
|  |                                                                                   |
|  | Gelsemiaceae (±пантропічна родина)                                                |
|  |                                                                                   |

|  | Loganiaceae (Північна й Південна Америка, Африка, південна й південно-східна Азія, Австралія, Нова Зеландія)                                             |
|  | |
|  | \| \| Apocynaceae (майже по всьому світі, минаючи субарктику й холодно-помірні регіони) \| \| \| \| \| \| Gelsemiaceae (±пантропічна родина) \| \| \| \| |
|  | |
|  | Apocynaceae (майже по всьому світі, минаючи субарктику й холодно-помірні регіони)                                                                        |
|  | |
|  | Gelsemiaceae (±пантропічна родина) |
|  | |

|  | Apocynaceae (майже по всьому світі, минаючи субарктику й холодно-помірні регіони) |
|  |                                                                                   |
|  | Gelsemiaceae (±пантропічна родина)                                                |
|  |                                                                                   |

## Будова
Представники ряду  Gentianales  містять особливі ірідоіди (Секо-ірідоіди) і похідні від них індолінові алкалоїди і зазвичай мають прилисники, які можуть бути скорочені до облямівки, що з'єднує підстави супротивних листків, залізисті волоски в пазухах листків, а часто також на внутрішній стороні чашечки, біколлатеральних провідні пучки, часто скручений в бутон віночок, що розвивається за нуклеарного типу ендосперм.

## Галерея

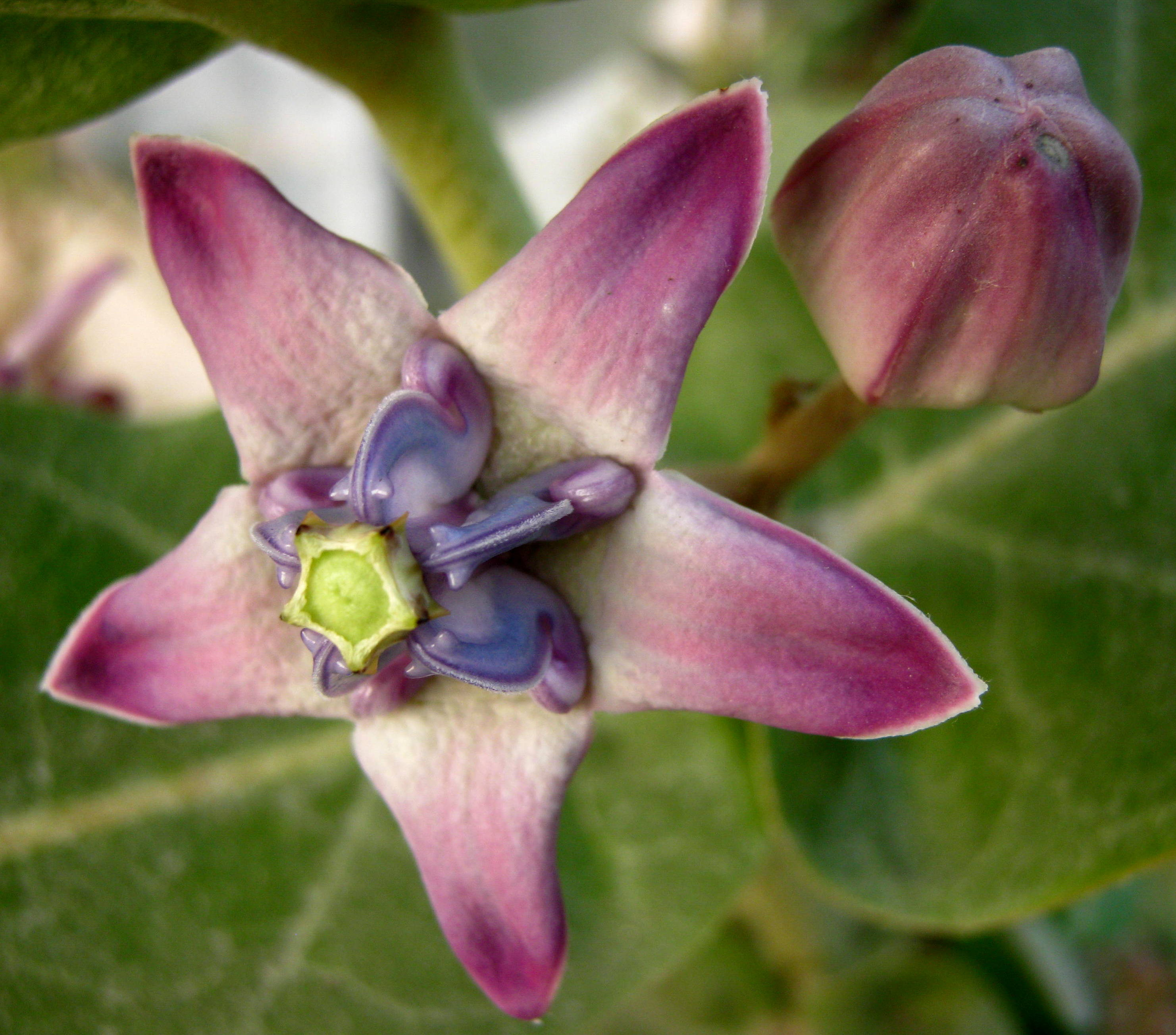
Calotropis gigantea
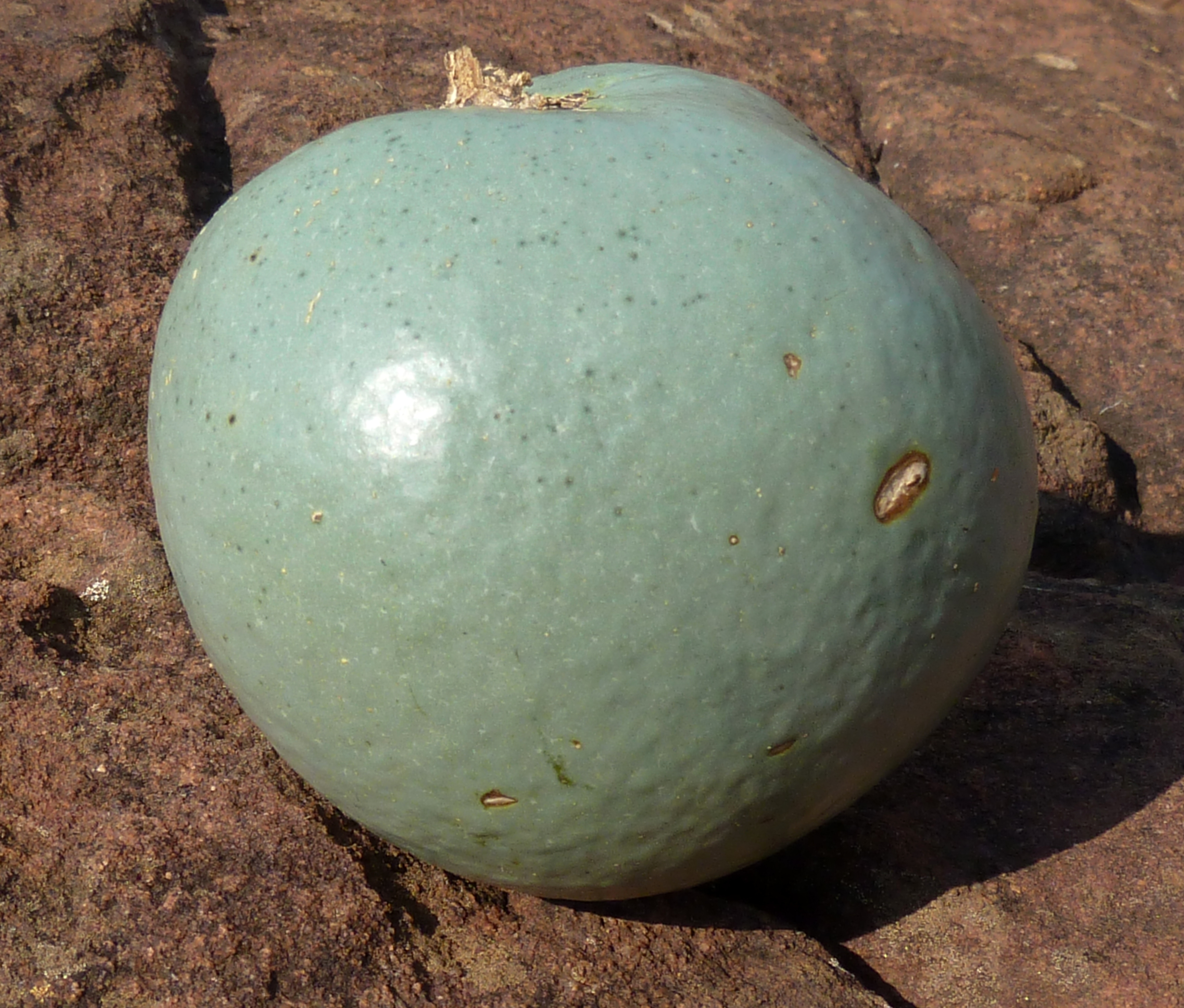
Плід Strychnos pungens
Alyxia oliviformis
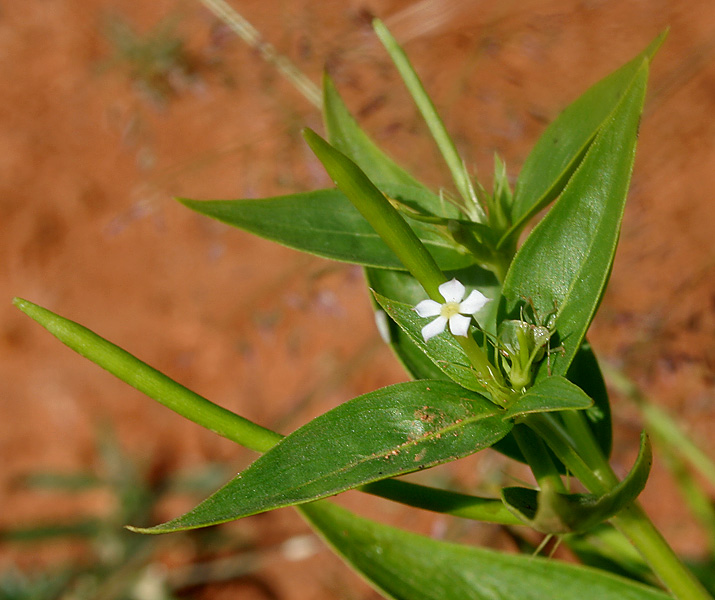
Catharanthus pusillus
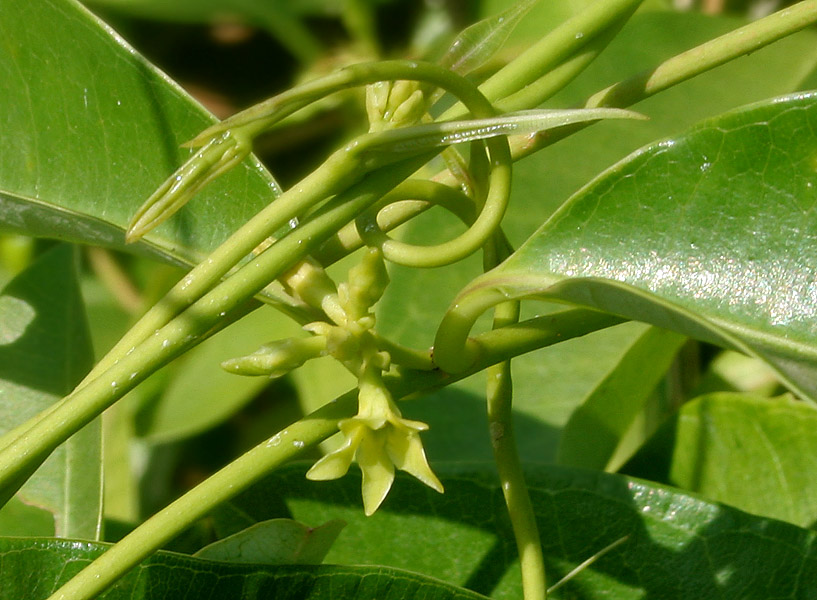
Cryptolepis buchananii
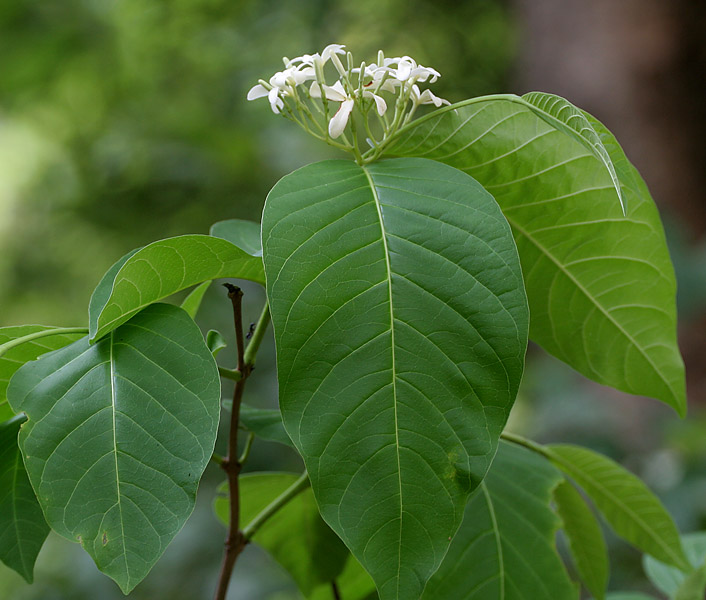
Holarrhena pubescens
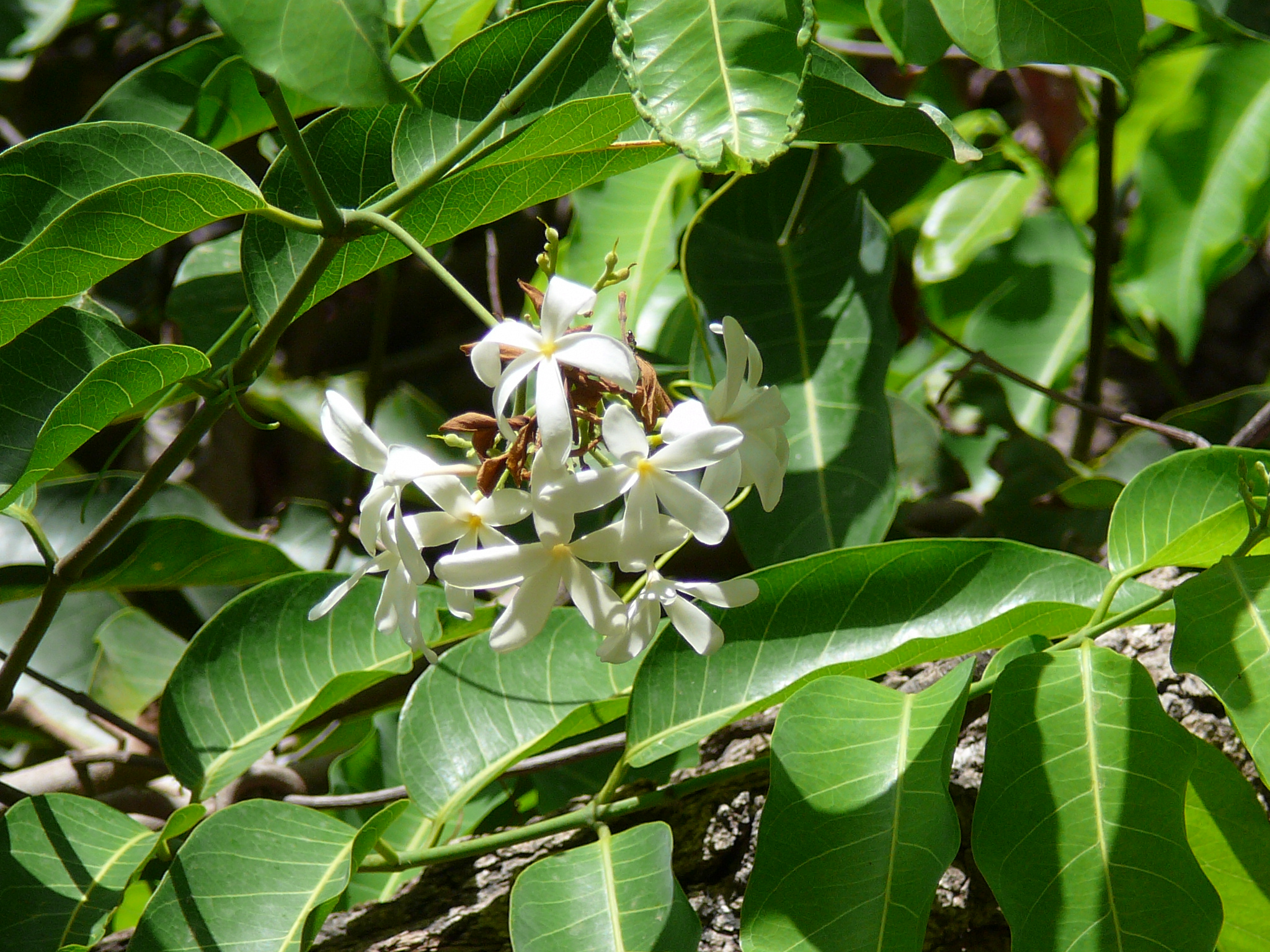
Saba senegalensis
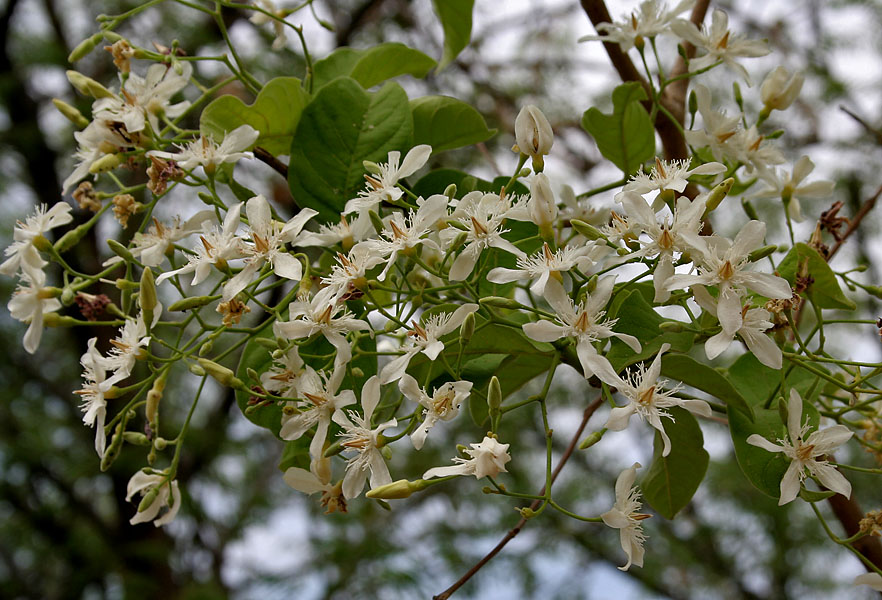
Wrightia tinctoria